# دورة الألعاب الأولمبية الشتوية للصم 2019

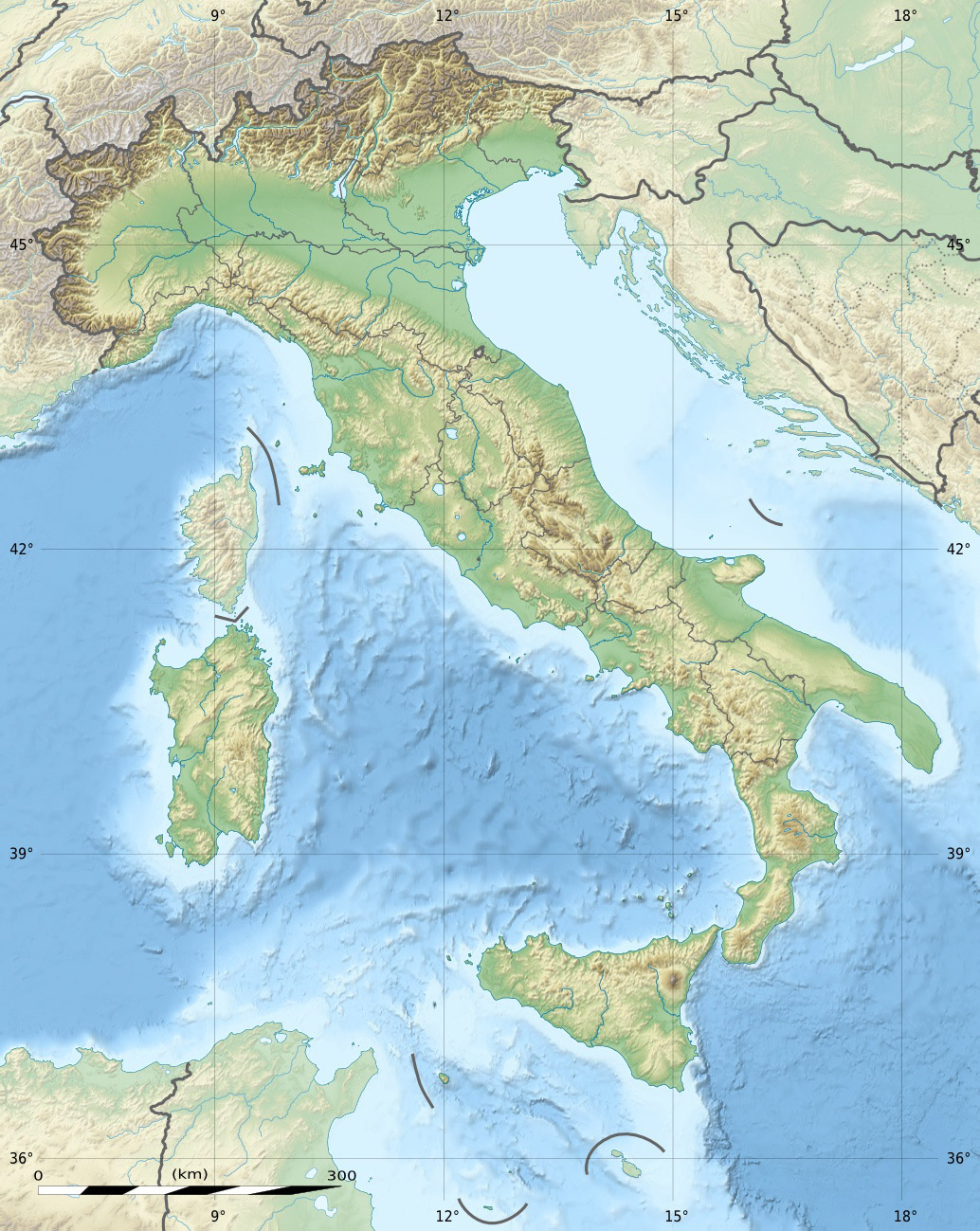
خريطة الإغاثة لإيطاليا

تُعَدُّ دورة الألعاب الأولمبية الشتوية للصم 2019 (بالإيطالية: 2019 Olimpiadi invernali per non udenti)‏، والمعروفة رسميًا باسم النسخة التاسعة عشرة من الألعاب الأولمبية الشتوية للصم (بالإيطالية: 19° Olimpiadi invernali per sordi)‏، النسخة التاسعة عشرة من الألعاب الشتوية للصم، والتي أُقيمت في الفترة من 12 إلى 21 ديسمبر في مقاطعة سوندريو في شمال إيطاليا. أُقيم حفل الافتتاح في سوندريو في 12 ديسمبر وبدأت مسابقة الكيرلنج قبل يوم واحد من بداية دورة الألعاب الأولمبية الشتوية للصم. وبدأت الأحداث الرياضية الأخرى بخلافالكيرلنج في 13 ديسمبر.
أقيمت 36 مسابقة في 6 رياضات مختلفة منها التزلج على المنحدرات الثلجية والشطرنج والتزلج الريفي على الثلج والكيرلنج وهوكي الجليد والتزلج على الجليد. في البداية كان من المقرر إقامة 32 مسابقة ولكن أضاف المنظمون ثلاثة مسابقات أخرى إلى المنافسات بسبب إدراج الشطرنج، والتي كانت خطوة مفاجئة. ظهر الشطرنج لأول مرة في الألعاب الأولمبية الشتوية 2019.
كانت دورة الألعاب الأولمبية التاسعة عشرة للصم هي المرة الثانية التي تستضيف فيها إيطاليا هذا الحدث، حيث استضافت في السابق دورة الألعاب الأولمبية للصم عام 1983 في مادونا دي كامبيليو. نظم الألعاب الأولمبية الشتوية للصم اتحاد رياضة الصم في إيطاليا، وهو الاتحاد الوطني لرياضة الصم في إيطاليا، التابع للجنة الدولية لرياضة الصم.

## الخلفية
أثارت استضافة الحدث مخاوف في مايو 2018 بعد اعتقال الرئيس السابق للجنة الدولية لرياضات الصم، فاليري روخليديف، في 23 مايو 2018، بسبب اختلاس مبلغ 803,800 دولار من الاتحاد الروسية للصم أثناء فترة توليه منصب رئيس الاتحاد ورئاسة اللجنة الدولية. لاحقًا، استقال فاليري روخليديف من منصبه في 31 يوليو 2018، وحل محله الأسترالية ريبيكا آدام رئيسةً للجنة الدولية لرياضات الصم في 1 أغسطس 2018، مما أثار مزيدًا من الجدل حيث انتقدت الحركات الرياضية الكبرى للصم تعيين ريبيكا آدام بدون موافقة واعتماد صحيح.
في 13 سبتمبر 2018، أكدت الرئيسة الجديدة للجنة الدولية لرياضات الصم، ريبيكا آدام، في بيان صحفي أن دورة الألعاب الشتوية للصم ستُقام كما هو مخطط له في ديسمبر 2019.  

## المزايدة
وقد تبين أنه في حوالي عام 2017، شجع الرئيس السابق للاتحاد الدولي لرياضة الصم فاليري روخليديف وطلب تقديم طلب لمدينة ألماتي، كازاخستان، بعد النجاح الذي حققته دورة الجامعات الشتوية 2017 التي أُقيمت في المدينة.  ومع ذلك، لم تتقدم ألماتي بطلبها لاستضافة دورة الألعاب الأولمبية الشتوية للصم، وبدلاً من ذلك تم اختيار إيطاليا كدولة مضيفة. 
بعد إقالة فاليري روخلديف، عقدت اللجنة الدولية لرياضة الصم (ICSD) والاتحاد الدولي لرياضة الصم (FSSI) اجتماعًا في 14 يونيو 2018، حيث اتفقوا بالإجماع على دعم إقامة دورة الألعاب الأولمبية الشتوية للصم 2019 في إيطاليا، على الرغم من الأزمة الإدارية في ICSD التي بدأت في مايو 2018. 

## الألعاب

### حفل الافتتاح
أقيم حفل الافتتاح في 12 ديسمبر 2019.  افتتح الحدث رسميًا عمدة محافظة سوندريو ماركو سكاراميلي، وغنت المغنية الإيطالية سيلفيا ميتزانوتي النشيد الوطني للبلد المضيف، إيطاليا. كما تمت دعوة ديبورا كومبانيوني، الحائزة على ثلاث ميداليات ذهبية أولمبية في التزلج على المنحدرات الثلجية، كضيفة خاصة خلال حفل الافتتاح. 

### الأماكن
اختيرت ثلاثة مواقع لاستضافة الفعاليات الرياضية. تستضيف سانتا كاترينا دي فالفورفا ثلاث أنوع من رياضيات مثل التزلج على المنحدرات الثلجية والتزلج على الجليد والتزلج عبر البلاد. بينما تستضيف مدينة مادسيمو مسابقات الكيرلنج في حين اُختيرت مدينة شيافينا لاستضافة فعاليات الهوكي على الجليد والشطرنج. 
| مكان                            | موقع                      | رياضة                        |
| ------------------------------- | ------------------------- | ---------------------------- |
| ديبورا كومبانيوني تراك          | سانتا كاترينا دي فالفورفا | التزلج على المنحدرات الثلجية |
| ملجأ بيللافيستا                 | سانتا كاترينا دي فالفورفا | التزلج على الجليد            |
| استاد بيستا ساي دي فوندو للتزلج | سانتا كاترينا دي فالفورفا | التزلج عبر البلاد            |
| مركز فالشيافينا الرياضي         | كيافينا                   | هوكي الجليد                  |
| فندق اورورا                     | كيافينا                   | الشطرنج                      |
| سيركولو سياتوري                 | مادسيمو                   | الكيرليغ                     |

## الدول المشاركة

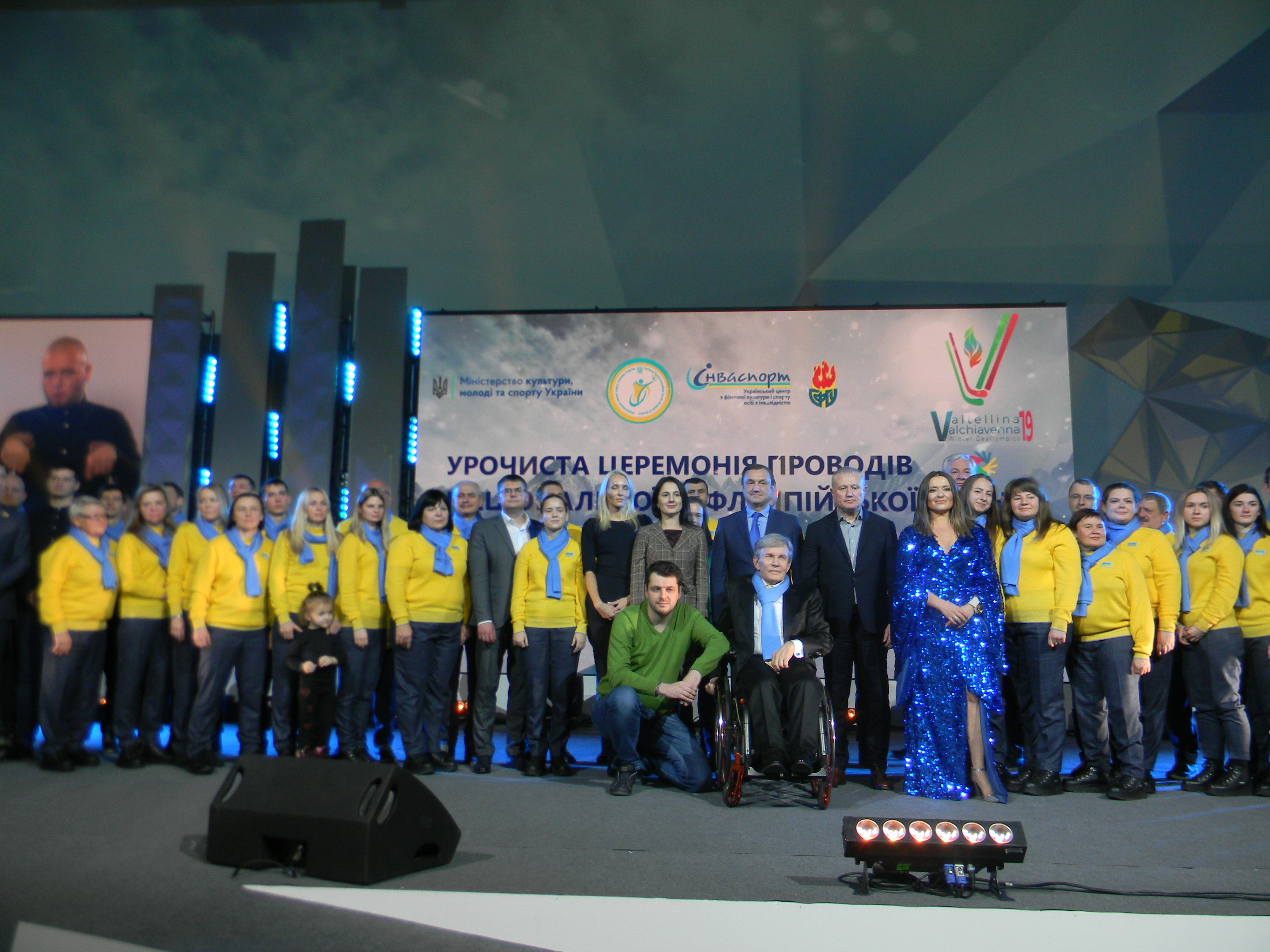
الوفد الأوكراني لدورة الألعاب الشتوية للصم 2019

- النمسا (9)
- بيلاروس (12)
- البوسنة والهرسك (6)
- البرازيل (5)
- بلغاريا (6)
- كندا (34)
- الصين (37)
- كرواتيا (12)
- جمهورية التشيك (8)
- فنلندا (27)
- فرنسا (2)
- ألمانيا (10)
- المجر (11)
- الهند (12)
- إسرائيل (1)
- إيطاليا (16)
- اليابان (11)
- كازاخستان (40)
- منغوليا (5)
- نيبال (2)
- النرويج (4)
- باكستان (1)
- بولندا (21)
- روسيا (78)
- سلوفاكيا (3)
- سلوفينيا (1)
- كوريا الجنوبية (14)
- إسبانيا (1)
- السويد (4)
- سويسرا (7)
- تركيا (3)
- أوكرانيا (34)
- الولايات المتحدة (42)
- أوزبكستان (6)

## الرياضات
تضمنت دورة الألعاب الأوليمبية الشتوية للصم لعام 2019 36 مسابقة في 6 رياضات مختلفة. كانت لعبة الشطرنج هي الحدث الجديد الوحيد، بينما احتُفظ بجميع الفعاليات الرياضية الأخرى التي كانت جزءًا من نسخة 2015.  كانت الفكرة الأصلية تشمل بطولة هوكي الجليد للسيدات، لكن اللجنة الدولية لرياضة الصم ألغت الحدث بسبب العدد القليل من الدول المسجلة. 
| - شطرنج (4) () - كيرلنغ (2) () - هوكي الجليد (1) () | - التزلج - التزلج على المنحدرات الثلجية (10) () - تزلج ريفي (9) () - تزلج على الثلوج (10) () |

## الجدول الزمني
| OC | حفل الافتتاح | ● | مسابقات الحدث | 1 | أحداث الميدالية الذهبية | نسخة | حفل الختام |

| ديسمبر                         | الأربعاء 11 | الخميس 12 | الجمعة 13 | السبت 14 | الأحد 15 | الإثنين 16 | الثلاثاء 17 | الأربعاء 18 | الخميس 19 | الجمعة 20 | السبت 21 | المسابقات |
| ------------------------------ | ----------- | --------- | --------- | -------- | -------- | ---------- | ----------- | ----------- | --------- | --------- | -------- | --------- |
| حفل                            |             | OC        |           |          |          |            |             |             |           |           | CC       | —         |
| التزلج على المنحدرات الثلجية   |             |           | 2         | 2        | 2        |            | 2           | 2           |           |           |          | 10        |
| الشطرنج                        |             |           | 2         | ●        | ●        | ●          | ●           |             | ●         | 2         |          | 4         |
| التزلج عبر البلاد [الإنجليزية] |             |           | 2         | 2        |          | 2          | 2           | 1           |           |           |          | 9         |
| الكيرلنغ                       | ●           | ●         | ●         | ●        | ●        | ●          | ●           | ●           | ●         | 2         |          | 2         |
| هوكي الجليد                    |             |           | ●         | ●        | ●        |            | ●           | ●           | ●         | ●         | 1        | 1         |
| التزلج على الجليد              |             |           | 2         | 2        |          | 2          |             | 2           | 2         |           |          | 10        |
| ميداليات المسابقات اليومية     |             |           | 8         | 6        | 2        | 4          | 4           | 5           | 2         | 4         | 1        | 36        |
| المجموع التراكمي               |             |           | 8         | 14       | 16       | 20         | 24          | 29          | 31        | 35        | 36       | 36        |
| ديسمبر                         | الأربعاء 11 | الخميس 12 | الجمعة 13 | السبت 14 | الأحد 15 | الإثنين 16 | الثلاثاء 17 | الأربعاء 18 | الخميس 19 | الجمعة 20 | السبت 21 | المسابقات |

## جدول الميداليات
*   البلد المضيف ( إيطاليا)
| المرتبة | فريق                   | ذهبية | فضية | برونزية | المجموع |
| ------- | ---------------------- | ----- | ---- | ------- | ------- |
| 1       | روسيا (RUS)            | 18    | 18   | 14      | 50      |
| 2       | إيطاليا (ITA)*         | 5     | 0    | 2       | 7       |
| 3       | أوكرانيا (UKR)         | 4     | 4    | 3       | 11      |
| 4       | الولايات المتحدة (USA) | 3     | 1    | 2       | 6       |
| 5       | جمهورية التشيك (CZE)   | 2     | 4    | 1       | 7       |
| 6       | الصين (CHN)            | 2     | 0    | 2       | 4       |
| 7       | إسرائيل (ISR)          | 1     | 0    | 0       | 1       |
| 7       | كازاخستان (KAZ)        | 1     | 0    | 0       | 1       |
| 9       | فرنسا (FRA)            | 0     | 3    | 2       | 5       |
| 10      | فنلندا (FIN)           | 0     | 2    | 1       | 3       |
| 11      | النمسا (AUT)           | 0     | 1    | 4       | 5       |
| 12      | بولندا (POL)           | 0     | 1    | 1       | 2       |
| 13      | ألمانيا (GER)          | 0     | 1    | 0       | 1       |
| 13      | كندا (CAN)             | 0     | 1    | 0       | 1       |
| 15      | كرواتيا (CRO)          | 0     | 0    | 3       | 3       |
| 16      | كوريا الجنوبية (KOR)   | 0     | 0    | 1       | 1       |
| المجموع | المجموع                | 36    | 36   | 36      | 108     |

## الروابط الخارجية
- الموقع الرسمي